# Alpinia globosa
Alpinia globosa är en enhjärtbladig växtart som först beskrevs av João de Loureiro, och fick sitt nu gällande namn av Paul Paulus Fedorowitsch Horaninow. Alpinia globosa ingår i släktet Alpinia och familjen Zingiberaceae. Inga underarter finns listade i Catalogue of Life.